# Landgericht Dorfen
Das Landgericht Dorfen war ein von 1858 bis 1879 bestehendes bayerisches Landgericht älterer Ordnung mit Sitz in Dorfen im heutigen Landkreis Erding. Die Landgerichte waren im Königreich Bayern Gerichts- und Verwaltungsbehörden, die 1862 in administrativer Hinsicht von den Bezirksämtern und 1879 in juristischer Hinsicht von den Amtsgerichten abgelöst wurden.

## Geschichte
Bereits seit dem 13. Jahrhundert existierten Pfleggerichte in Erding und Dorfen (auch damals schon häufig als Landgericht bezeichnet wurden) des Herzogtums Bayern, die ebenso wie das benachbarte Landgericht Moosburg seit dem 16. Jahrhundert dem Rentamt Landshut zugeordnet waren.
1803 wurde im Verlauf der Verwaltungsneugliederung Bayerns das Landgericht Erding errichtet, dessen Zuständigkeit auch die Bereiche des ehemaligen Pfleggerichts Dorfen umfasste. Es gehörte ab 1808 zum Isarkreis und ab 1838 zum Kreis Oberbayern. Das Landgericht Erding wurde 1858 aufgeteilt. Aus 19 Gemeinden im Osten des Landgerichtsbezirks bildete man das Landgericht Dorfen, dass die Gemeinden Dorfen, Eibach, Gebensbach, Grüntegernbach, Hausmehring, Hofkirchen, Hofstarring, Hohenpolding, Hubenstein, Inning am Holz, Lengdorf, Moosen (Vils), Steinkirchen, Sulding, Taufkirchen (Vils), Wambach, Wasentegernbach, Watzling und Zeilhofen umfasste. Übergeordnete Instanz war das Appellationsgericht München.
Das Bezirksamt Erding wurde im Jahr 1862 durch den Zusammenschluss des Landgerichts älterer Ordnung Erding mit dem gerade neu gebildeten Landgerichtsbezirk Dorfen gebildet. Aus den beiden Landgerichten wurden in Folge der Einführung des Gerichtsverfassungsgesetzes im Deutschen Reich am 1. Oktober 1879 die Amtsgerichte Erding und Dorfen gebildet.